# Benifaraig
Benifaraig és una pedania del municipi de València, en plena Horta Nord, a 5 km de ciutat, al límit amb el terme d'Alfara del Patriarca i Montcada. S'accedeix per la carretera CV-315 o camí de Montcada que uneix la ciutat amb les pedanies del nord. L'empresa municipal d'autobusos EMT compta amb diverses parades de la línia 26.

## Història
L'alqueria de Benifaraig es va fundar entre el 1092 i el 1102. Jaume I la donà a Ximén Pérez d'Arenós en 1241 després de conquistar-la. En 1251 Pérez d'Arenós va cedir el lloc, juntament amb Massarrojos, a l'Orde del Temple, en canvi del lloc d'Albentosa (al Regne d'Aragó). A l'extingir-se el Temple, les propietats van passar a l'Orde de Montesa. La població del lloc era d'unes 80 persones en 1510, i gairebé es va duplicar a principis de 1600, encara que va disminuir posteriorment. La seua autonomia va acabar el 18 d'agost de 1900 quan es va annexionar a la ciutat de València.
El CP Manuel González Martí de Benifaraig va sol·licitar obrir noves línies en valencià per al curs 2010/11 però aquestes es varen denegar.

## Demografia
| Població | 722 | 538 | 766 | 834 | 1.048 | 809 | 903 | 1.023 | 1.002 | 938 | 942 | 1.026 |

## Monuments

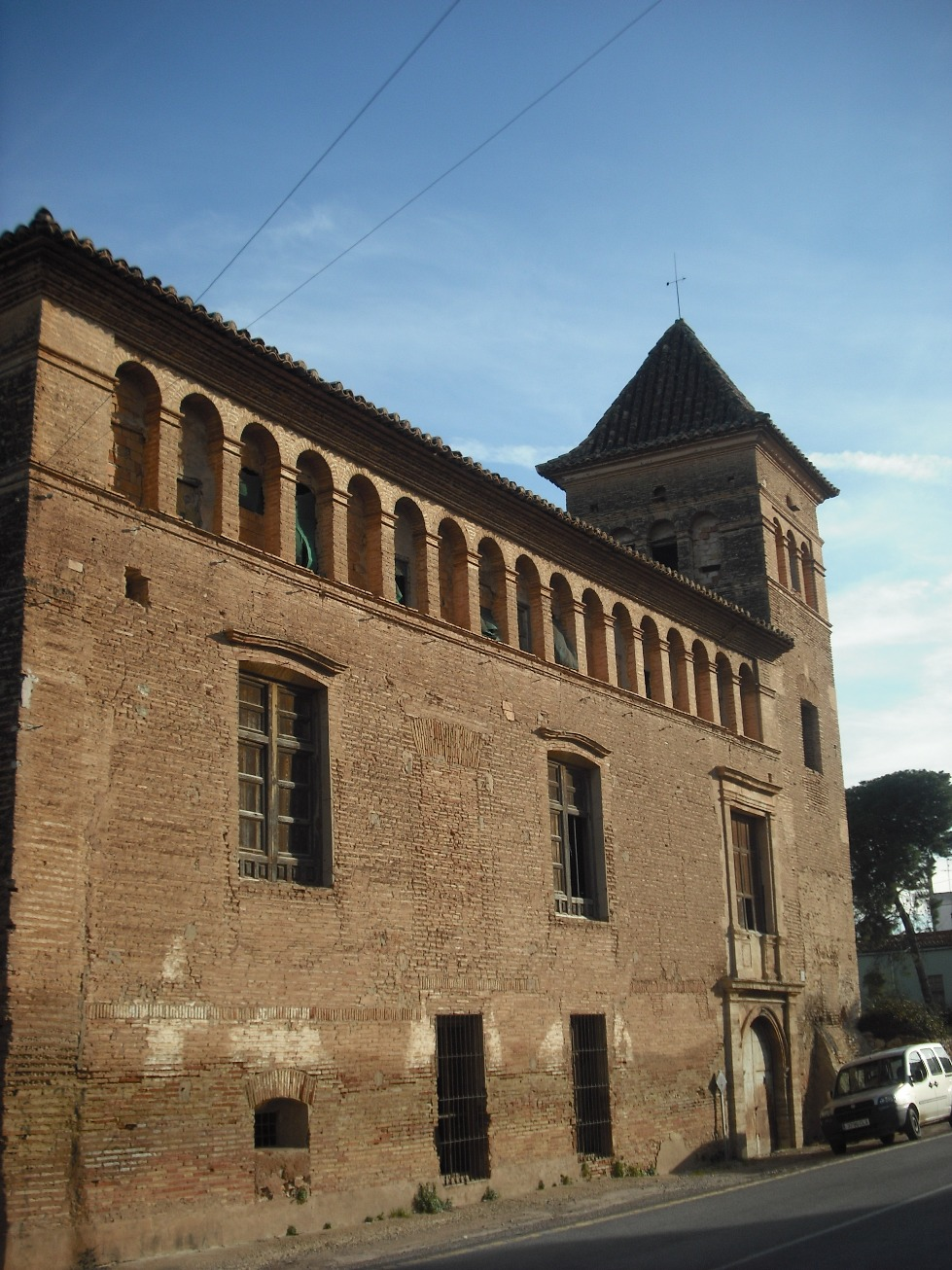
Casa de la Sirena

- Església de Santa Maria Magdalena. Es va edificar a principis del segle xvii sobre la capella de l'antic palau del senyor, del que no queden vestigis. Sobre la seva portada es llegix la inscripció "Ave María 1686". La façana és de maó, com el campanar, de tres cossos. Té nau única amb capelles en els contraforts i està coberta per volta de canó.
- Casa de la Sirena. Està integrada en el nucli urbà de Benifaraig encara que pertany al municipi d'Alfara del Patriarca. Es tracta d'una de les escasses alqueries fortificades que encara queden en la comarca de l'Horta. Encara que la façana es troba en un relatiu bon estat l'abandó de la finca es deteriore ràpidament.

## Festes
Les Festes patronals estan dedicades a Santa Maria Magdalena i al Santíssim Crist Vertader i se celebren a final de juliol i principi d'agost.